# Дьен Дель
Дьен Дель (кхмер. ដៀនដែល; 15 мая 1932, Шокчанг — 13 февраля 2013, Пномпень) — камбоджийский военный и политик, активный участник гражданской войны, в 1970—1975 — бригадный генерал ФАНК. При правлении Красных кхмеров находился в эмиграции. В 1980-х состоял в Национальном фронте освобождения кхмерского народа, был начальником штаба Вооружённых сил национального освобождения кхмерского народа. Активно участвовал в вооружённой борьбе против провьетнамского режима НРК. После восстановления Королевства Камбоджа — генеральный инспектор вооружённых сил, депутат Национальной ассамблеи, военный советник правительства.

## Происхождение. Королевская служба
Родился во Французской Кохинхине (ныне территория Вьетнама) в семье этнических кхмер-кром. С 1946 по 1952 учился в престижном пномпеньском Лицее Сисовата. По окончании учёбы поступил на службу во французские колониальные войска.
После обретения Камбоджей независимости Дьен Дель продолжал военную службу. В 1953—1956 Дьен Дель был командиром роты 6-го батальона в провинции Кампонгспы. В 1957 переехал в Пномпень, где служил в Г-1 — штабе королевской армии (ФАРК). Затем после года обучения в военной академии продолжил службу в Г-1 уже как заместитель начальника штаба.
В 1959—1960 проходил стажировку в школе военной администрации в Монпелье (Франция). В 1962 поступил на службу в генеральный штаб ФАРК. В 1964 в звании майора назначен командиром 24-го батальона быстрого реагирования.

## Республиканская служба. Гражданская война
Политически Дьен Дель придерживался правых антикоммунистических взглядов. Он поддержал государственный переворот генерала Лон Нола в 1970 году. Получил звание подполковника и командование 2-й бригадой Вооружённых сил Кхмерской Республики (ФАНК).
Участвовал в боях гражданской войны и Камбоджийской кампании против Красных кхмеров, Вьетконга и регулярных войск ДРВ. В 1971 проходил стажировку при командовании южновьетнамской армии. Тесно контактировал с американскими военными. В январе 1972 Дьен Дель получил звание бригадного генерала и командование 2-й дивизией ФАНК. С мая 1974 — губернатор и командующий территориальными войсками провинции Кандаль.
В начале 1975 года Дьен Дель командовал обороной Пномпеня от наступающих «Красных кхмеров». Поступала информация о его личном участии в боях и «серьёзном ранении». 17 апреля 1975, при взятии Пномпеня «Красными кхмерами», Дьен Дель успел вылететь на одном из последних вертолётов в таиландский аэропорт Паттайи.
Пробыв несколько недель в лагере беженцев, Дьен Дель вылетел в США. Вместе с семьёй проживал в Алегзандрии.

## Повстанческое командование
В эмиграции Дьен Дель искал способы возобновить антикоммунистическую борьбу. В 1977 году он прибыл в Париж и примкнул к окружению антикоммунистического лидера Сон Санна. Однако при правлении «Красных кхмеров» развернуть сопротивление в Камбодже не удавалось.
7 января 1979 года в Пномпень вступили вьетнамские войска. «Демократическая Кампучия» пала. Был установлен режим НРК, ориентированный на СРВ и СССР. «Красных кхмеры» во главе с Пол Потом укрылись в джунглях на границе с Таиландом, где повели партизанскую войну. Антикоммунистическая камбоджийская эмиграция также не признала провьетнамский и просоветский режим Хенг Самрина.
Ещё 5 января 1979 по инициативе Сон Санна был учреждён Комитет за нейтральную и мирную Камбоджу, осудивший как полпотовский геноцид, так и вьетнамское вторжение. 1 февраля Дьен Дель прибыл в Таиланд и начал формирование антикоммунистических боевых отрядов в лагерях камбоджийских беженцев.
5 марта 1979 под командованием Дьен Деля были созданы Вооружённые силы национального освобождения кхмерского народа (KPNLAF). Вскоре был создан военно-тренировочный центр в беженском лагере Ампил. К середине 1981 формирования KPNLAF насчитывали уже до 7 тысяч вооружённых бойцов. Дьен Дель лично находился в местах базирования на постоянной основе.
В августе в Таиланд прибыл Сон Санн с группой эмигрантских политиков. 9 октября 1979 был учреждён Национальный фронт освобождения кхмерского народа (KPNLF). Боевые группы KPNLAF стали военным крылом Фронта. Дьен Дель входил в руководство KPNLF и ближайшее окружение Сон Санна.

KPNLF исповедует демократию и свободное предпринимательство. Один из главных военачальников KPNLF Дьен Дель также стремится к плюралистической политической системы и заявляет, что хотел бы для Камбоджи «экономику как в Сингапуре».

Тед Карпентер, эксперт Института Катона, июнь 1986

В 1981 году главнокомандующим KPNLAF стал генерал Сак Сутсакан. Генерал Дьен Дель занял должность начальника штаба, его заместителем был Абдул Гаффар Пеанг-Мет. Штаб Дьен Деля осуществлял военно-оперативное управление подразделениями KPNLAF по девяти оперативным зонам. Почти десятилетие Дьен Даль являлся видным военачальником камбоджийской оппозиционной коалиции (CGDK).

## Политика и личность
В 1989 году начался вывод из вьетнамских войск из Кампучии. Несмотря на продолжающиеся бои, вскоре завязались переговоры о политическом урегулировании. В октябре 1991 года в Париже было подписано мирное соглашение между правительством НРК и Национальным правительством Камбоджи (переименованное CGDK). Были достигнуты договорённости о проведении всеобщих выборов, восстановлении Королевства Камбоджа и возвращении на трон Нородома Сианука.
В соответствии с мирным соглашением, в начале 1992 года началась демобилизация KPNLAF под контролем миротворческого контингента ООН. Этот процесс проходил при участии и под контролем Дьен Деля.
На выборах 1993 года победу одержала партия короля Сианука ФУНСИНПЕК, ранее состоявшая в CGDK. Дьен Дель занимал пост генерального инспектора вооружённых сил. В 1998 году был избран в Национальную ассамблею от партии ФУНСИНПЕК, председательствовал в комиссии по обороне. Являлся военным советником правительства.
Скончался Дьен Дель в пномпеньском госпитале в возрасте 81 года.
Люди, близко знавшие генерала Дьен Деля, обычно отмечали такие характерные черты его личности, как твёрдость, упорство, храбрость и оптимистичность.

Этого харизматика, фигуру «larger than life», человека, отдавшего всё ради республиканского строя Камбоджи, хорошо будут помнить соотечественники.

Гаффар Пеанг-Мет